# Comuna cinco de Valledupar
La Comuna cinco (también escrita como Comuna 5 o Comuna V o llamada Comuna Noroeste) es una de las seis comunas en que está dividida política-administrativamente la ciudad de Valledupar, capital del departamento del Cesar.
La comuna cinco tiene una extensión de 825 hectáreas.
La comuna cinco cubre el cerro La Popa y la sede de la Décima Brigada Blindada del Ejército Nacional de Colombia. 
También se encuentran las instalaciones de la Cárcel de Máxima y Mediana Seguridad.

## Barrios
La Comuna cinco está conformada por los siguientes barrios:
| - Villalba - Urbanización Altos del Villalba - Urbanización Altos del Rosario - Urbanización María Raiza - Enrique Pupo - Pedro Nel Martínez - Dundakare - Arizona - San Isidro - Villa Carel - Urbanización Los Cortijos - Azúcar Buena - Santa Rosa - Las Flores - La Popa | - Garupal - Iracal - El Amparo - Ichagua - La Esperanza - Urbanización Villa Mónica - Candelaria Norte - Nueva Esperanza - Villa Concha - Villa Fanny - Concepción Pérez - 20 de Julio - 5 de enero - Divino Niño - Urbanización La Ceiba | - Urbanización Ceiba Alta Gracia - Urbanización Altagracia - Urbanización Francisco el Hombre - La Nevada - Urbanización Ciudad Tayrona - Urbanización Don Alberto - Urbanización El Refugio - Bello Horizonte - San Isidro - Orientes de Calleja - Conjunto Cerrado Los Rosales - Urbanización Santo Tomás - Nuevo Amanecer - Urbanización María Camila Norte | - Urbanización Rosario Norte - Conjuntos residenciales: Miradores de La Sierra I, II, III y IV - Conjunto residencial La Rioja - Urbanización Portal del Rosario - Urbanización Altos del Rosario - Urbanización Los Corales - Urbanización San Pedro - Conjunto Cerrado San Pedro - Urbanización Quintas del Rosario - Urbanización Don Lucas - Urbanización Rocas del Valle - Los Cortijos | - Urbanización Villa Tayrona - Urbanización Bella Vista - Brisas de la Popa - Altos de Pimienta - Bello Horizonte II - Francisco Javier - Villa Consuelo - Campo Romero - Villa Yaneth - Villa Andrés - Urbanización Don Miguel |

## Localización
La comuna cinco bordea al norte con la zona rural del municipio de Valledupar, en el piedemonte de la Sierra Nevada de Santa Marta y la rivera del río Guatapurí; al occidente limita con predios agrícolas del municipio de Valledupar. Al este limita con la comuna seis; Hacia el suroccidente limita en una pequeña franja con la comuna uno. Al sur, la comuna cinco limita con la comuna cuatro.

## Instituciones educativas
Las siguientes instituciones educativas tienen sedes en la comuna cinco Jorge Palma:
- Escuela Urbana Mixta 'Alberto Herazo Palmera', barrio La Popa, Calle 14 21-30
- Colegio Loperena - Garupal, barrio Garupal Transversal 23 No. 21-27
- Institución Educativa 'Eduardo Suárez Orcasita', barrio Garupal, Calle 12 No. 25-47
- Escuela Urbana Mixta  5 de enero, barrio 5 de enero, Calle 10A No. 31-26
- Escuela Urbana Mixta 20 de julio , barrio 20  de julio, Cra. 30A No. 101B-14
- Escuela Urbana Mixta  Alfonso Cotes Queruz La Esperanza Cra. 22 No. 9-55
- Escuela Urbana Mixta  Divino Niño Divino Niño Diag. 10 No. 42-101
- Instituto Técnico La Esperanza La Nevada Calle 6 37-100
- Escuela Urbana Mixta  La Nevada La Nevada Calle 6 42-101
- Concentración Escolar Bello Horizonte, barrio Bello Horizonte.
- Escuela Urbana Mixta  Nuevo Amanecer-Las Rocas El Refugio
- Escuela Urbana Mixta  Villa Yaneth Villa Yaneth Cra. 42 con calle 3D
- Colegio Alfonso López, Carrera 13Bbis No. 19-120
- Instituto Técnico 'Pedro Castro Monsalvo', Carrera 19 con calle 12
- Centro Auxiliar de Servicios Docentes (CASD) 'Simón Bolívar', Carrera 19 No. 13B-38